# Salaryman

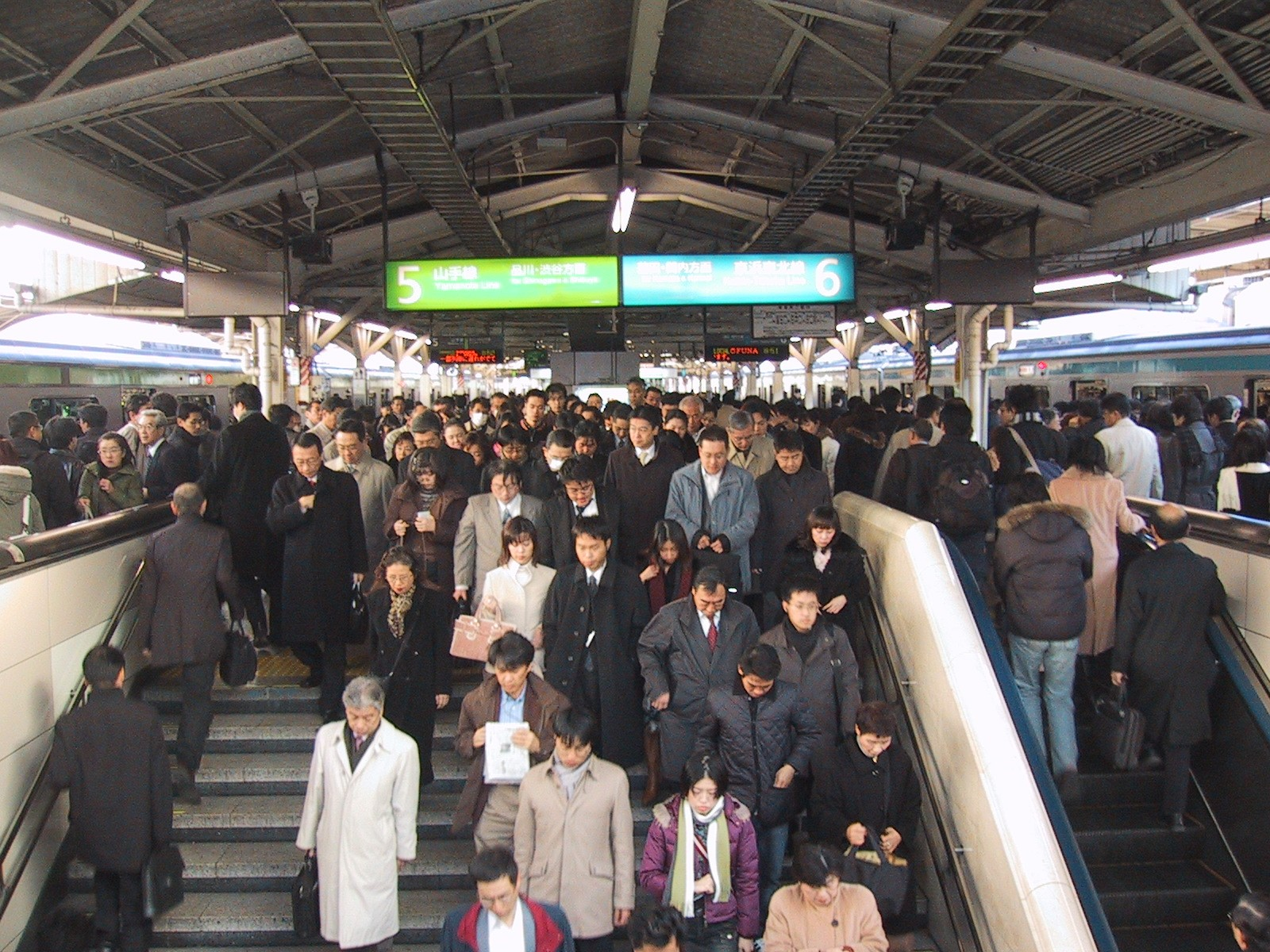

A salaryman (japán nyelven: サラリーマン, sararīman) olyan fizetett japán fehérgalléros dolgozó, aki elsődlegesen lojális és elkötelezett a vállalat iránt, ahol dolgozik.
A salarymanektől elvárják, hogy hosszú órákat dolgozzanak, további túlórákat vállaljanak, részt vegyenek a munka utáni szabadidős tevékenységekben, mint például az ivás, a karaoke éneklés és a hostessbárok látogatása a kollégákkal, és a munkát mindennél többre értékeljék. A salaryman jellemzően a főiskola elvégzése után lép be egy vállalathoz, és karrierje végéig marad annál a vállalatnál.
A salarymannel kapcsolatos egyéb népszerű elképzelések közé tartozik a karósi, vagyis a túlhajszoltság miatti halál. A konzervatív japán kultúrában a salarymanné válás a fiatal férfiak elvárt pályaválasztása, és azok, akik nem ezt a karrierutat választják, úgy tekintik, hogy megbélyegzéssel és kevesebb presztízzsel élnek. Másrészt a salaryman szót néha becsmérlő jelentéssel használják a munkaadójától való teljes függés és az egyéniség hiánya miatt.

## Története
A sararīman szót gyakran nevezik wasei-eigónak, ami egy, angol kölcsönszavakból származó japán szó, de úgy tűnik, hogy inkább az angol "salaried man" kifejezésből lett új jövevényszó, amely közel egy évszázaddal megelőzi a japán kifejezést. A japán kifejezés 1930-ra széles körben elterjedt, még azelőtt, hogy a kormányzati terjeszkedés és a militarizáció a fehérgalléros foglalkoztatás növekedéséhez vezetett volna.. 1930-ban a kifejezés nem minden olyan dolgozóra vonatkozott, aki meghatározott fizetést kapott, hanem csak "a nagy bürokráciában dolgozó fehérgallérosok egy magánvállalatban vagy egy kormányhivatalban". A kifejezés magában foglalja a kormányzatnál (pl. bürokraták) és a nagyvállalatoknál (pl. a Nikkei 225-ben jegyzett vállalatok) dolgozókat. A mizu shōbai (éjszakai élet) és a szórakoztatóiparban dolgozók (beleértve a színészeket és énekeseket) nem tartoznak ide, még akkor sem, ha jövedelmük lehet fizetésalapú. Hasonlóképpen nem tartoznak ide az orvosok, mérnökök, ügyvédek, könyvelők, zenészek, művészek, politikusok, szabadúszók és vállalati vezetők.
A salarymanek tipikus leírása szerint egy férfi fehérgalléros alkalmazott, aki jellemzően "inkább az egyéni képességei, mint a szolgálati ideje alapján keresi a fizetését." A salarymanek arról ismertek, hogy sok órát dolgoznak, néha több mint nyolcvan órát hetente. Gyakran előfordul, hogy a zsúfolt munkarendje miatt a salarymannek  nincs ideje családot alapítani, és a munkája élethosszig tartó elkötelezettséggé válik. A vállalatok általában közvetlenül a középiskola után veszik fel őket, és elvárják tőlük, hogy a vállalatnál maradjanak egészen a nyugdíjba vonulásig, körülbelül 55-60 éves korukig. Hűségük bizonyításának jutalmaként a vállalatok ritkán rúgják ki őket, kivéve, ha a hibájuk  különlegesen "súlyos". Az a meggyőződés is él, hogy "a munkahelyen töltött idő mennyisége korrelál a munkavállaló észlelt hatékonyságával". Ennek az intenzív, munkára összpontosító életmódnak az eredményeként a salarymanek nagyobb valószínűséggel szenvednek mentális vagy fizikai egészségügyi problémáktól, beleértve a szívelégtelenséget vagy az öngyilkosságot.

## Társadalmi megítélés
A salarymanek elterjedtsége a japán társadalomban számos ábrázolást szült mind a japán, mind az amerikai médiában. Japánban készült néhány film a salarymanekről, köztük a Mr. salaryman, a japán salaryman NEO (a tévésorozat alapján), valamint a History of a salaryman című drámasorozat. A közép- és felsőbb osztályok körében van egy bizonyos elvárás a japán férfiakkal szemben, hogy salarymanekké váljanak. Sok fiatal japán férfi számára, ha bármi mást elfogad, mint hogy salarymanné váljon, és megfeleljen az ideálnak, az nemcsak az ő, hanem a szülei kudarcának is számít.
A salarymanek élete a munka körül forog. A munkán kívüli tevékenységei jellemzően a munkatársait érintik, ami csökkenti a távolságot közte és a munka között. Ennek az elvárásnak köszönhetően számos becsmérlő nevet adtak a salarymaneknek: shachiku (社畜), ami vállalati jószágot jelent, kaisha no inu (会社の犬) a vállalat kutyája, és kigyou senshi (企業戦士) vállalati katona, hogy nevetségessé tegyék a fizetett embereket.

## Szórakozás
A változó társadalmi körülmények nagymértékben diverzifikálták a salarymanek munkán kívüli életét. Bár a társasági ivás jelentősége nem csökkent, annak képe idővel megváltozott, a gazdasági buborék idején zajló tömeges bulizástól az 1990-es évekbeli gazdasági összeomlást követő konzervatív otthoni fogyasztásig. A mahjong rendkívül népszerű játék volt az 1960-as évek salaryman generációja körében, akik a játékot közvetlenül a középiskolai és egyetemi csoportokból hozták be a vállalati körökbe. Az 1970-es évek generációjában fokozatosan csökkent a lelkes mahjong-játékosok száma, és az 1980-as évekre általánossá vált, hogy egyáltalán nem mutattak érdeklődést.
A golf a gazdasági buborék idején vált széles körben népszerűvé, amikor a golfklubbérletek hasznos eszközökké váltak a vállalati vezetők kegyeinek megszerzéséhez. Sok középszintű salarymant kényszerítettek arra, hogy golfozni kezdjen, hogy részt vehessen a feljebbvalóival közös golfversenyeken. A gazdasági buborék összeomlása számos golfpálya bezárásához vezetett, és a vezetőkkel való golfozás rituáléja egyre ritkábbá vált. Néhány jelenlegi salarymannek azonban lehet, hogy még diákkorából van golfozási tapasztalata, és a golfot még mindig a salarymanek drága hobbijának ismerik el.

## Karósi

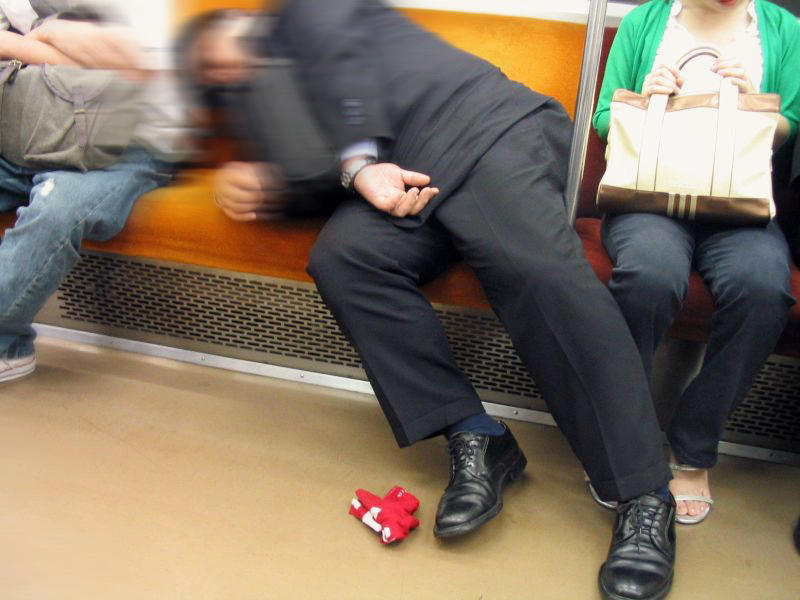
Salaryman alszik a tokiói metrón

A salarymanekre nehezedő szélsőséges nyomás a túlhajszoltság, ez a karósi halálhoz vezethet. A férfiakkal szemben támasztott nemi elvárások miatt a salarymanek erős nyomást éreznek, hogy teljesítsék a családjuk eltartására vonatkozó kötelességüket. A Washington Post cikke szerint a japán kormány évekig próbálta korlátozni a ledolgozható munkaórák számát, és a kérdés az 1970-es évek óta jelen van. 2014-ben, 30 évnyi aktivizmus után a japán parlament elfogadott egy törvényt, amely "a karósi elleni intézkedéseket támogatja".
Sok japán azonban még mindig kritizálja a kormányt, és úgy gondolja, hogy törvényeket és büntetéseket kellene bevezetni a munkaidőre vonatkozó törvényeket megsértő vállalatokra. Körülbelül 2000 kérelmet nyújtanak be évente a karósi miatt elhunyt fizetett alkalmazottak családjai, azonban a halálesetek száma sokkal magasabb lehet, és "az évi 30 000 öngyilkosságból 8000-ről feltételezik, hogy a munkával kapcsolatos", és "évente akár 10 000 nem öngyilkos karósi haláleset is lehet".
A karósit, szó szerint "túlmunka okozta halált", először az 1970-es évek végén diagnosztizálták "stressz okozta keringési betegségként", az 1973-as olajválság után, amely megviselte a japán ipar háború utáni újjáépítését. Azóta a túlmunka okozta halálesetek száma megnőtt, különösen a nagyobb és tekintélyesebb vállalatoknál. 2002-ben Kenichi Uchino, a Toyota 30 éves minőség-ellenőrzési vezetője összeesett és meghalt, miután hat hónapon keresztül, minden hónapban több mint 80 órát túlórázott fizetetlenül. Ezt az esetet követően a Toyota bejelentette, hogy elkezdi ellenőrizni a dolgozói egészségi állapotát, és minden túlórát kifizet.